# Canal 10 (Uruguay)
Pour les articles homonymes, voir Canal 10.
Saeta TV Canal 10, est une chaîne de télévision uruguayenne lancée le 7 décembre 1956.
Cette société de télévision est membre de l'Organisation des Télécommunications Ibéro-Américaines (OTI).